# Kōki Kiyotake
Kōki Kiyotake (jap. 清武 功暉, Kiyotake Kōki; * 20. März 1991 in Ōita, Präfektur Ōita) ist ein japanischer Fußballspieler.

## Karriere
Kōki Kiyotake erlernte das Fußballspielen in der Jugendmannschaft von Ōita Trinita sowie in der Universitätsmannschaft der Universität Fukuoka. Von April 2012 bis  Januar 2013 wurde er von der Universität Fukuoka an den Erstligaaufsteiger Sagan Tosu ausgeliehen. Nach Ende der Ausleihe wurde er von dem Erstligisten aus Tosu fest verpflichtet. Von Juli 2015 bis Januar 2017 wurde er an den Zweitligisten Roasso Kumamoto ausgeliehen. Für den Verein, der in der Präfektur Kumamoto beheimatet ist, absolvierte er 56 Zweitligaspiele. 2017 unterschrieb er einen Vertrag beim Zweitligisten JEF United Ichihara Chiba in Ichihara. Bis Ende 2018 stand er für JEF United 57-mal in der J2 League auf dem Spielfeld. 2019 wechselte er zum Ligakonkurrenten Tokushima Vortis nach Tokushima. Mit Vortis feierte er 2020 die Zweitligameisterschaft und den Aufstieg in die erste Liga. Nach dem Aufstie verließ er den Verein und schloss sich im Januar 2021 dem Zweitligisten FC Ryūkyū an. Am Ende der Saison 2022 belegte Ryūkyū den vorletzten Tabellenplatz und musste in die dritte Liga absteigen.

## Erfolge
Tokushima Vortis
- Japanischer Zweitligameister: 2020  ▲